# Убийство беременной женщины
Убийство беременной женщины — причинение смерти женщине, находящейся в состоянии беременности, один из типов гомицида. Может быть умышленным или неосторожным, нередко случается в результате домашнего насилия или насилия со стороны полового партнёра потерпевшей. В особо тяжких случаях поводом для убийства беременной женщины может быть сама беременность, но надёжной статистики таких случаев пока нет, поскольку исследования этого класса убийств были начаты сравнительно недавно.

## В США
По информации ABC News, исследование, проведённое в Мэриленде, Нью-Йорке и Чикаго, показало, что среди всех случаев смерти беременных женщин убийства составляют около 20 %. По данным газеты The Washington Post, всего в США с 1990 по 2004 год зарегистрированы 1367 убийств беременных и недавно родивших женщин. 67 % из них были убиты огнестрельным оружием, многие были убиты в жилых домах знакомыми им мужчинами. Изабель Хорон (Isabelle Horon) и Диана Чен (Diana Cheng) из Департамента здравоохранения Мэриленда изучали случаи смерти женщин во время беременности и в течение года после её окончания. Среди причин их смерти на первом месте оказались убийства, которые составили 20 % всех случаев. На втором месте (19 %) оказались заболевания сердца. Для сравнения: среди других женщин репродуктивного возраста убийства составили только 6,4 % причин смерти и заняли пятое место. Исследование в округе Колумбия также обнаружило, что в 1988—1996 годах гомицид лидировал среди причин смерти беременных или недавно бывших беременными женщин.
Убийства составляют столь значительную долю причин смерти на фоне весьма низкой материнской смертности в США. Так, по данным «Центров по контролю и профилактике заболеваний», убийства, связанные с беременностью, происходят в 1,7 случая на 100 000 рождений живых детей. По тем же данным, среди причин смерти беременных или недавно беременных женщин убийства не на первом, но на одном из ведущих мест. Однако Хорон и Чен ставят под сомнение надёжность результатов этого исследования, полагая, что оно было основано на существенно неполной информации, что привело к недооценке частоты случаев. По данным этих исследовательниц, частота случаев убийства беременных и недавно беременных женщин в Мэриленде составляет 10,5 на 100 000 родившихся живыми; они считают, что штатам США нужно улучшить сбор данных о причинах смерти беременных и недавно беременных. The Washington Post в 2004 году сообщил, что в 13 штатах вообще не найти данных о том, сколько беременных или недавно беременных женщин были убиты в последние несколько лет. Однако в штате Калифорния с 2003 года в свидетельство о смерти женщины вносится запись о том, была ли она беременной в момент смерти.
В 1999 году в США убийства были на втором месте среди причин смерти женщин в возрасте от 20 до 24 лет и на пятом месте у женщин 25-34 лет; на первом месте в обеих возрастных группах были несчастные случаи.
После того, как в апреле 2004 года в США вступил в силу федеральный Закон о нерождённых жертвах насилия (англ. Unborn Victims of Violence Act), нерождённые дети смогли быть признаны потерпевшими, если насильственное федеральное преступление против беременной женщины приводило к причинению вреда здоровью плода или к его смерти. По законам 38 штатов, беременность убитой женщины является отягчающим обстоятельством и утяжеляет наказание убийцы. В некоторых из этих законов штатов нерождённый ребёнок также рассматривается как физическое лицо для целей расследования преступлений. Одним из самых известных убийств беременных женщин стало убийство Лэйси Петерсон (Laci Peterson) её мужем Скоттом Петерсоном в конце 2002 года.

## Профилактика
Поскольку убийства беременных женщин чаще всего совершаются их родственниками или половыми партнёрами, важным средством профилактики является возможность для женщины скрывать свою беременность и получать медицинскую помощь втайне от них. Медикам важно знать признаки совершения домашнего насилия над женщинами и возможности защиты беременных пациенток от него.

## В массовой культуре
- Роман Ф. М. Достоевского «Преступление и наказание» (1886).
- Роман Теодора Драйзера «Американская трагедия» (1925).
- Роман Эдуарда Фикера «Операция C-L» (1958).
- Х/ф. «После полуночи» (1991).
- Х/ф. «Матч-пойнт» (2005).
- Д/ф. «Серая мышь» из цикла «Вне закона» (2006).
- Д/ф. «Приговор — Беременность!» из цикла «Особо опасен!» (2009).
- Х/ф. «Я видел дьявола» (2010).
- Т/с. «Мосгаз» (2012).
- Т/с. «Палач» (2015).